# ISS-Expeditie 32
ISS-Expeditie 32 is de tweeëndertigste missie naar het Internationaal ruimtestation ISS. De missie begon in mei 2012.
Het was de achtste missie met zes bemanningsleden. De commandant van deze missie was Gennady Padalka van de RSA. Aangezien er zes bemanningsleden naar het ISS vertrokken werden er twee Sojoezraketten gelanceerd, omdat elke Sojoez maar drie bemanningsleden kan vervoeren.

## Bemanning
| Positie           | Eerste deel (juli 2012)              | Tweede deel (juli 2012-september 2012)  |
| ----------------- | ------------------------------------ | --------------------------------------- |
| Bevelhebber       | Gennady Padalka, RSA 4e ruimtevlucht | Gennady Padalka, RSA 4e ruimtevlucht    |
| Flight Engineer 1 | Joseph Acaba, NASA 2e ruimtevlucht   | Joseph Acaba, NASA 2e ruimtevlucht      |
| Flight Engineer 2 | Sergej Revin, RSA 1e ruimtevlucht    | Sergej Revin, RSA 1e ruimtevlucht       |
| Flight Engineer 3 |                                      | Sunita Williams, NASA 2e ruimtevlucht   |
| Flight Engineer 4 |                                      | Joeri Malentsjenko, RSA 5e ruimtevlucht |
| Flight Engineer 5 |                                      | Akihiko Hoshide, JAXA 2e ruimtevlucht   |

bronNASA